# Karl Wielandt (Oberamtmann)
Karl Friedrich Rudolf Wielandt (* 26. März 1820 in Karlsruhe; † 3. Januar 1884 ebenda) war ein deutscher Verwaltungsbeamter und Richter.

## Leben
Karl Wielandt, Sohn eines Ministerialssessors, studierte nach dem Abitur am Lyzeum in Karlsruhe von 1837 bis 1842 Rechtswissenschaften an der Ruprecht-Karls-Universität Heidelberg. 1838 wurde er Mitglied des Corps Suevia Heidelberg. 1844 legte er die juristische Prüfung ab und war anschließend Rechtspraktikant beim Stadtamt Karlsruhe. 1848 wurde er Sekretär im badischen Innenministerium. 1849 wechselte er als Amtsassessor nach Offenburg und 1852 als Hofgerichtsassessor nach Freiburg. 1853 wurde er zum Amtmann und Amtsvorstand des Bezirksamts Lahr ernannt. 1857 wurde er zum Oberamtmann befördert. 1858 wurde er Hofgerichtsrat des Oberrheinkreises in Freiburg, 1864 Kreisgerichtsrat ebendort und 1867 Kreisgerichtsrat in Karlsruhe und Mitglied des Appellationssenats. 1871 wurde er Direktor des Kreis- und Hofgerichts Karlsruhe. Von 1879 von zu seinem Tod 1884 war er Senatspräsident des  Oberlandesgerichts Karlsruhe.

## Auszeichnungen
- Ritterkreuz 1. Klasse des Ordens vom Zähringer Löwen, 1872
- Kommandeurkreuz 2. Klasse des Ordens vom Zähringer Löwen, 1881